# Leonardo Vieira
Leonardo Pinho Vieira (Río de Janeiro, 28 de diciembre de 1968) es un actor brasileño.
Ya en la adolescencia, Leonardo Vieira participaba de espectáculos en la escuela, y cursos en la Facultad de Teatro.

## Vida personal
Es miembro del Movimiento de Derechos Humanos. Es abiertamente homosexual. Vieira se casó con Leandro Fonseca el 4 de julio de 2018, después de ocho años de relación.

## Filmografía

### Televisión
| Año  | Título                             | Personaje                 |
| ---- | ---------------------------------- | ------------------------- |
| 1990 | A História de Ana Raio e Zé Trovão | Pedro                     |
| 1993 | Renascer                           | José Inocêncio            |
| 1993 | Sonho Meu                          | Lucas Candeias de Sá      |
| 1994 | Quatro por Quatro                  | Vinícius Loducca          |
| 1998 | Suave veneno                       | Mauro                     |
| 1998 | Brida                              | Lorens                    |
| 1999 | Malhação                           | Zeca Vergueiro            |
| 2001 | Ganância                           | Rômulo Sá Marques         |
| 2001 | Os Maias                           | Pedro da Maia             |
| 2003 | Sítio do Picapau Amarelo           | Rey Artur                 |
| 2004 | Señora del destino                 | Leandro Ferreira da Silva |
| 2005 | Como una ola                       | João Gabriel              |
| 2005 | Prueba de amor                     | Vítor Lopo Jr.            |
| 2007 | Caminos del corazón                | Marcelo Duarte Montenegro |
| 2008 | Os Mutantes - Caminhos do Coração  | Marcelo Duarte Montenegro |
| 2011 | Vidas em Jogo                      | Ernesto Lopes Vidal       |
| 2013 | José de Egipto                     | Faraón Apofis             |
| 2014 | Vitória                            | Tadeu                     |
| 2016 | Moisés y los diez mandamientos     | Balaam                    |

### Cine
| Año  | Título                |
| ---- | --------------------- |
| 1998 | Pão de Açúcar         |
| 2000 | Cronicamente Inviável |
| 2001 | Achados e Perdidos    |
| 2003 | Poeta de sete faces   |
| 2004 | Veias e Vinhos        |
| 2004 | Concerto Campestre    |
| 2004 | O Vestido             |